# Syangja (dystrykt)

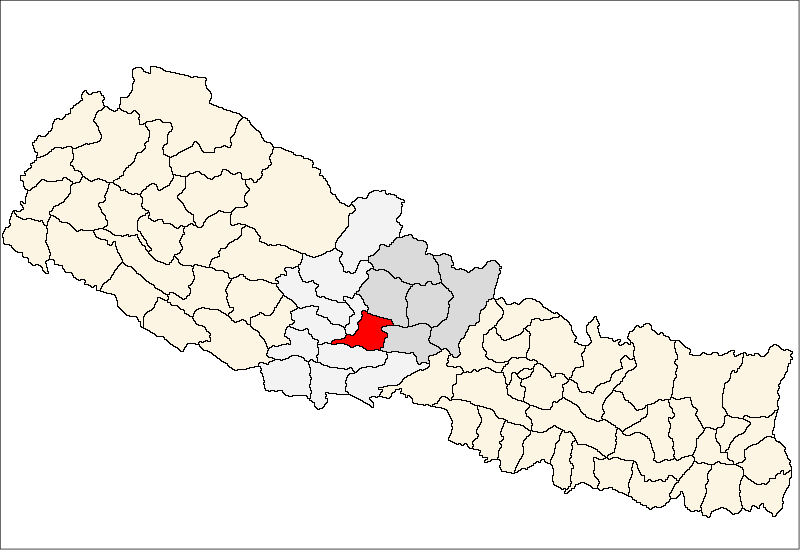
Dystrykt Syangja

Dystrykt Syangja (nep. स्याङ्जा) – jeden z siedemdziesięciu pięciu dystryktów Nepalu. Leży w strefie Gandaki. Dystrykt ten zajmuje powierzchnię 1164 km², w 2001 r. zamieszkiwało go 317 320 ludzi. Stolicą jest Syangja.